# Ju-on: The Final Curse
Ju-on: The Final Curse (呪怨: ザ・ファイナル?), conocida en occidente como La Maldición: El Final en español y The Grudge: The Final Curse en inglés, es una película de terror japonesa de 2015 y supone la octava entrega de la saga Ju-on iniciada por Takashi Shimizu. Dirigida por Masayuki Ochiai y coescrita por Ochiai y Takashige Ichise, es una secuela directa de su predecesora Ju-on: The Beginning of the End. Junto con esta, componen un reboot de la saga que narra los horribles sucesos que tuvieron lugar en el hogar de los Saeki y la trágica desdicha de todo aquel que se encuentra con la maldición allí surgida.

## Sinopsis
Mai se entera de que su hermana menor, Yui, una maestra de una escuela de primaria, ha desaparecido. Mai se lanza a investigar qué ha podido ocurrir con ella... Su única pista es que recientemente había visitado la casa de uno de sus alumnos...

## Argumento
Reo es una estudiante de instituto huérfana de padre que vive junto a su madre, la cual ha decidido encargarse del cuidado de su sobrino —hijo de su hermano menor—. Se trata, como se revelaría más tarde, de Toshio Saeki, un niño que ha perdido recientemente a sus padres. Desde el momento en que Toshio llega a su casa, empiezan a ocurrir sucesos extraños, incluida la aparición fantasmal de la madre de Toshio, Kayako Saeki, que experimentan tanto Reo como su madre. La amiga de Reo, Midori, cuya hermana mayor Yayoi desaparició cerca de una década atrás, queda trastornada después de un escalofriante encuentro con Toshio. En un karaoke box, la imagen de la pantalla empieza a distorsionarse y cuando Midori vuelve del baño, se le aparece la figura de Yayoi y el fantasma de un niño pálido y semidesnudo que maúlla de manera estridente. Entonces Yayoi agarra a Midori por la cara y la lanza hacia arriba, quedando su cabeza incrustada en el techo de la habitación. La otra amiga de Reo, Madoka, investiga sobre Toshio y encuentra información acerca de sus padres, Kayako y Takeo. Tras enviar dicha información a Reo, Madoka ve al niño fantasma y su piel se ennegrece hasta quemarse desde dentro aparentemente. En casa, Reo se acerca a la habitación de Toshio y lo encuentra totalmente inmóvil. Intenta hacer que el niño vuelva en sí cuando percibe de repente cómo el niño fantasma se cuelga de su espalda. Reo huye aterrorizada pero cae por las escaleras. Ella y su madre huyen de Kayako sellando las puertas del salón, pero la segunda se da cuenta de que los fantasmas nunca las dejarán en paz. Se dirige a la cocina, se arma con un cuchillo decidida a terminar con la vida de Toshio con el convencimiento de que así podrían librarse de la maldición, pero es asesinada por Kayako. Dispuesta a terminar la pretensión homicida de su madre, Reo sube las escaleras cuchillo en mano hacia la habitación del pequeño, pero Kayako la mata rompiendo su espalda.
Entre tanto, Mai Shono, que trabaja como empleada de un hotel, está preocupada por su hermana menor, Yui, una maestra de escuela con la que no consigue contactar. En mitad de una noche, Yui se le aparece y le revela el nombre del niño fantasma: Toshio (Yamaga). Al recibir las pertenencias de Yui, Mai encuentra las notas de la profesora donde busca la dirección de Toshio, pero descubre que la casa de los Saeki había sido demolida. Entonces conoce a Kyosuke Takeda, que había perdido a su esposa y cuñada debido a la maldición. Mai pregunta a Kyosuke por la dirección de la familia que adoptó a Toshio, el único miembro de la familia Saeki que sobrevivió a la tragedia, pero encuentra su casa vacía. El novio de Mai, Sota Kitamura, que trabaja como guardia de seguridad en la estación de tren, pregunta a Ena, una niña ingresada en un hospital junto a la casa de Reo, que ha podido observar desde la ventana las actividades de Toshio. Al poner su mano sobre la niña, visiona un encuentro entre la pequeña  y el fantasma de Toshio. Se dirige a la casa de Reo donde encuentra al niño sentado inmóvil pero despierta repentinamente e intenta estrangularlo. En su defensa, Sota termina matando al niño con sus manos. Ya en su apartamento Sota se vuelve paranoico y es finalmente asesinado por Kayako.   
Decidida a terminar con la maldición, Mai regresa nuevamente a la casa donde adoptaron a Toshio y se encuentra con los fantasmas de Reo y su madre. Ellas le presentan a Toshio, encarnado en el cuerpo de Ena. Tras ver cómo Toshio abandona el cuerpo de la pequeña, mostrando su aspecto fantasmal, Mai intenta huir frenéticamente pero se topa con Kayako que se arrastra para atraparla. En algún momento de la persecución, Kayako se transforma en Yui, que se queja de dolor y la advierte de que la maldición no acabará jamás pues seguirá reencarnándose. Acto seguido empieza a reírse de una manera insondable y lunática, y retorna su aspecto al de Kayako, que muestra ahora la boca desencajada. La película cierra con Toshio sentado en la encimera de la cocina y Mai susurrando ‘Ayúdame’.

## Estructura narrativa y temporal
Atención: lo que sigue a continuación puede contener Spoilers.
Al igual que las películas anteriores de la saga, Ju-on: The Final Curse está compuesta por ocho segmentos no ordenados cronológicamente y que llevan por título el nombre de su principal protagonista. Son, respetando el orden en el que se muestran, los que siguen: Mai (麻衣), Reo (玲央), Ena (絵菜), Madoka (まどか), Toshio (俊雄), Midori (碧), Sota (奏太) y Kayako (伽椰子).
Los acontecimientos narrados en esta película, complementados con lo relatado en su precuela Ju-on: The Beginning of the End, se sucederían cronológicamente de la siguiente manera:
- 19 años atrás: muerte de Toshio Yamaga
- 10 años atrás: La esposa de Kyosuke y la hermana pequeña de esta, Aoi, son asesinadas. La pareja Saeki se muda a la casa. En algún momento Kayako concibe a la reencarnación de Toshio Yamaga, dando más tarde a luz a Toshio Saeki.
- Actualidad: Se produce el brutal parricidio en el hogar de los Saeki. La hermana de Mai, Yui, es asesinada. Suceden los acontecimientos protagonizados por Reo, sus amigas y su madre; todas ellas son asesinadas. Tienen lugar los hechos protagonizados por Mai y Sota. Toshio Saeki muere estrangulado por Sota.

## Reparto
| Actor/Actriz       | Rol               |
| ------------------ | ----------------- |
| Airi Taira         | Mai Shono         |
| Renn Kiriyama      | Sota Kitamura     |
| Nonoka Ono         | Reo               |
| Yurina Yanagi      | Midori            |
| Miyabi Matsuura    | Madoka            |
| RIMI               | Cliente del Hotel |
| Kanan Nakahara     | Madre de Reo      |
| Misaki Saisho      | Kayako Saeki      |
| Kai Kobayashi      | Toshio Saeki      |
| Yasuhito Hida      | Takeo Saeki       |
| Yuina Kuroshima    | Yayoi             |
| Yoshihiko Hakamada | Kyosuke Takeda    |
| Nozomi Sasaki      | Yui Shono         |

## Producción
En una conferencia de prensa celebrada el 17 de febrero de 2015 en el Akagi Shrine de Tokio, se anunció el estreno de la secuela de Ju-On: Owari no Hajimari (Ju-on: The Beginning of the End) que Masayuki Ochiai se encargaría nuevamente de dirigir, y que llevaría por título Ju-on: Za Fainaru (Ju-on: The Final Curse). Su estreno en los cines japoneses se fijó para el 20 de junio de 2015. Su estreno internacional tuvo lugar en el Fantasia International Film Festival de Montreal el 23 de julio de 2015.